# نوروپاتی محیطی
بنوروپاتی محیطی، که اغلب به اختصار نوروپاتی نامیده می‌شود، به آسیب یا بیماری‌ای اشاره دارد که اعصاب را تحت تأثیر قرار می‌دهد. بسته به اینکه کدام فیبرهای عصبی تحت تأثیر قرار می‌گیرند، آسیب به اعصاب ممکن است حس، حرکت، عملکرد غده و/یا عملکرد اندام را مختل کند. نوروپاتی‌هایی که بر رشته‌های عصبی حرکتی، حسی یا اتونومی تأثیر می‌گذارند، علائم مختلفی را ایجاد می‌کنند. ممکن است بیش از یک نوع رشته‌ عصبی به طور همزمان تحت تأثیر قرار گیرد. نوروپاتی محیطی ممکن است حاد (با شروع ناگهانی، پیشرفت سریع) یا مزمن (علائم به آرامی شروع می‌شوند و به آرامی پیشرفت می‌کنند) بوده، و ممکن است برگشت‌پذیر یا دائمی باشد.
علل شایع عبارتند از بیماری‌های سیستمیک (مانند دیابت یا جذام)، گلیکاسیون ناشی از هیپرگلیسمی،  کمبود ویتامین، داروها (به عنوان مثال شیمی‌درمانی، یا آنتی‌بیوتیک‌های معمول تجویز شده از جمله مترونیدازول و دسته‌ی آنتی‌بیوتیک‌های فلوروکینولون (مانند سیپروفلوکساسین، لووفلوکساسین، موکسی فلوکساسین))، آسیب تروماتیک، ایسکمی، پرتودرمانی، مصرف بیش از حد الکل، بیماری سیستم ایمنی، بیماری سلیاک، حساسیت غیر سلیاکی به گلوتن، یا عفونت ویروسی. همچنین می‌تواند ژنتیکی (از بدو تولد وجود داشته باشد) یا ایدیوپاتیک (بدون علت شناخته شده) باشد. در اصطلاح پزشکی رایج، کلمه نوروپاتی (نورو-، «سیستم عصبی» و -پاتی، «بیماری») بدون کلمات توصیف کننده، معمولاً به معنای نوروپاتی محیطی است.
نوروپاتی که فقط یک عصب را تحت تأثیر قرار می‌دهد «مونو‌نوروپاتی» و نوروپاتی که اعصاب را در مناطق تقریباً یکسانی در هر دو طرف بدن درگیر می‌کند «پلی‌نوروپاتی متقارن» یا به طور خلاصه «پلی‌نوروپاتی» نامیده می‌شود. هنگامی که دو یا چند (معمولا تعداد کمی، اما گاهی تعداد زیادی) عصب مجزا در نواحی مختلف بدن تحت تأثیر قرار می‌گیرند، «مونونوریت مالتیپلکس (mononeuritis multiplex)»، «مونونوروپاتی چند-کانونی (multifocal mononeuropathy)» یا «مونونوروپاتی چندگانه (multiple mononeuropathy)» نامیده می‌شود. 
نوروپاتی ممکن است باعث گرفتگی‌های دردناک، پرش‌های عضلانی (انقباض ماهیچه‌های ظریف)، کاهش توده عضلانی، تحلیل استخوان و تغییرات در پوست، مو و ناخن‌ها شود. علاوه بر این، نوروپاتی حرکتی می‌تواند باعث اختلال در تعادل و هماهنگی یا به طور شایع‌تر، ضعف عضلانی شود. نوروپاتی حسی ممکن است باعث بی‌حسی به لمس و لرزش، کاهش حس وضعیت بدن که منجر به هماهنگی و تعادل ضعیف‌تر می‌شود، کاهش حساسیت به تغییر دما و درد، سوزن‌سوزن شدن خودبه‌خودی یا درد سوزشی یا آلودینیا (allodynia) (درد ناشی از محرک‌های معمولا بدون درد، مانند لمس سبک) شود؛ و نوروپاتی اتونومی می‌تواند علائم متنوعی را بسته به غدد و اندام‌های درگیر ایجاد کند، اما علائم شایع عبارتند از کنترل ضعیف مثانه، فشار خون یا ضربان قلب غیرطبیعی، و کاهش توانایی تعریق طبیعی.

## طبقه‌بندی
نوروپاتی محیطی ممکن است بر اساس تعداد و توزیع اعصاب درگیر (مونونوروپاتی، مونونوریت مالتیپلکس یا پلی‌نوروپاتی)، نوع فیبر عصبی که بیشتر تحت تأثیر قرار می‌گیرد (حرکتی، حسی، اتونومی)، یا نوع فرآیندی که بر اعصاب تأثیر می‌گذارد، به عنوان مثال التهاب (نوریت)، فشار (نوروپاتی فشاری)، شیمی‌درمانی (نوروپاتی محیطی ناشی از شیمی‌درمانی) طبقه‌بندی ‌شود. اعصاب آسیب‌دیده در تست EMG (الکترومیوگرافی)/NCS (مطالعه هدایت عصبی) شناسایی می‌شوند و طبقه‌بندی پس از اتمام معاینه صورت می‌گیرد.

### مونونوروپاتی
مونونوروپاتی نوعی نوروپاتی است که فقط یک عصب واحد را درگیر می‌کند. از نظر تشخیصی، مهم است که از پلی‌نوروپاتی متمایز شود، زیرا زمانی که یک عصب منفرد تحت تأثیر قرار می‌گیرد، احتمال بیشتری وجود دارد که ناشی از تروما یا عفونت موضعی باشد.
شایع‌ترین علت مونونوروپاتی، فشردگی فیزیکی عصب است که به عنوان نوروپاتی فشاری شناخته می‌شود. سندرم کارپال تانل و فلج عصب آگزیلاری نمونه‌هایی از آن هستند. آسیب مستقیم به یک عصب، قطع جریان خون آن که منجر به ایسکمی شود، یا التهاب نیز ممکن است باعث بروز مونو‌نوروپاتی شوند.

### پلی‌نوروپاتی
«پلی‌نوروپاتی» الگویی از آسیب عصبی است که کاملا متفاوت از مونو‌نوروپاتی بوده و اغلب جدی‌تر است و نواحی بیشتری را از بدن تحت تأثیر قرار می‌دهد. اصطلاح «نوروپاتی محیطی» گاهی برای اشاره به پلی‌نوروپاتی استفاده می‌شود. در موارد پلی‌نوروپاتی، بسیاری از سلول‌های عصبی، صرف‌نظر از عصب عبوری آن‌ها، در قسمت‌های مختلف بدن تحت تأثیر قرار می‌گیرند؛ در هیچ مورد خاصی، تمام سلول‌های عصبی درگیر نمی‌شوند. در آکسونوپاتی دیستال، یک الگوی شایع این است که بدنه سلولی نورون‌ها دست‌نخورده باقی می‌مانند، اما آکسون‌ها به نسبت طول‌شان آسیب می‌بینند؛ آکسون‌های بلندتر بیشتر آسیب می‌بینند. نوروپاتی دیابتی شایع‌ترین علت این الگو است. در پلی‌نوروپاتی‌های دمیلینه کننده، غلاف میلین اطراف آکسون‌ها آسیب می‌بیند که بر توانایی آکسون‌ها برای هدایت امواج الکتریکی تأثیر می‌گذارد. سومین و کم‌‌ترین الگوی شایع، مستقیما روی جسم سلولی نورون‌ها تأثیر می‌گذارد. این الگو نورون‌های حسی را درگیر می‌کند (معروف به نوروپاتی حسی یا گانگلیونوپاتی ریشه پشتی).
تاثیر این امر ایجاد علائم در بیش از یک قسمت از بدن، اغلب به صورت متقارن در سمت چپ و راست است. همانند هر نوعی از نوروپاتی، علائم اصلی شامل علائم حرکتی مانند ضعف یا بی‌دقتی در حرکات است؛ و علائم حسی مانند حس‌های غیرعادی یا ناخوشایند مانند گزگز یا سوزش؛ کاهش توانایی در حس کردن چیزهایی مانند بافت یا دما و اختلال در تعادل هنگام ایستادن یا راه رفتن می‌شود. در بسیاری از موارد پلی‌نوروپاتی‌ها، این علائم ابتدا و با شدت بیشتر در پاها بروز می‌کنند. علائم اتونومی نیز ممکن است رخ دهند، مانند سرگیجه هنگام ایستادن، اختلال نعوظ، و مشکل در کنترل ادرار.
پلی‌نوروپاتی‌ها معمولاً در اثر فرآیندهایی ایجاد می‌شوند که بر کل بدن تأثیر می‌گذارند. دیابت و اختلال تحمل گلوکز شایع‌ترین علل این بیماری هستند. تشکیل محصولات نهایی گلیکاسیون پیشرفته (advanced glycation end products; AGEs) ناشی از هیپرگلیسمی با نوروپاتی دیابتی مرتبط است. دیگر علل، مربوط به نوع خاصی از پلی‌نوروپاتی بوده و هر نوع آن علل مختلفی دارد، از جمله بیماری‌های التهابی مانند بیماری لایم، کمبود ویتامین‌ها، اختلالات خونی و سموم (از جمله الکل و برخی داروهای تجویزی).
بسیاری از انواع پلی‌نوروپاتی، نسبتا آهسته طی ماه‌ها یا سال‌ها پیشرفت می‌کنند، اما پلی‌نوروپاتی با پیشرفت سریع نیز رخ می‌دهد. مهم است بدانیم که در گذشته تصور می‌شد بسیاری از موارد نوروپاتی محیطی فیبر کوچک با علائم تیپیکال مانند گزگز، درد، و از دست دادن حس در پاها و دست‌ها، ناشی از عدم تحمل گلوکز، پیش از تشخیص گذاری دیابت یا پیش‌دیابت، است. با این حال، در اوت ۲۰۱۵، کلینیک مایو (Mayo Clinic) یک مطالعه علمی را در مجله علوم عصبی (Journal of the Neurological Sciences) منتشر کرد که نشان می‌داد «هیچ افزایش معنی‌داری در ... علائم... گروه پیش‌دیابت وجود ندارد» و اظهار داشت که «نیاز به جست‌وجوی علل جایگزین نوروپاتی در بیماران مبتلا به پیش‌دیابت وجود دارد.»
درمان پلی‌نوروپاتی‌ها در وهله اول با هدف حذف یا کنترل علت، ثانیا حفظ قدرت عضلانی و عملکرد فیزیکی، و ثالثا کنترل علائمی مانند درد نوروپاتیک صورت می‌گیرد.

### مونونوریت مالتیپلکس
مونونوریت مالتیپلکس، که گاهی پلی‌نوریت مالتیپلکس نامیده می‌شود، درگیری همزمان یا متوالی تنه‌های عصبی منفرد و غیرهمجوار است،  که به طور جزئی یا کامل طی روزها تا سال‌ها پیشرفت می‌کند و معمولا با از دست دادن حاد یا تحت حاد عملکرد حسی و حرکتی اعصاب منفرد ظاهر می‌شود. الگوی درگیری نامتقارن است. با این حال، با پیشرفت بیماری، اختلال(ها) بیشتر به هم پیوسته و متقارن می‌شوند و تمایز آن را از پلی‌نوروپاتی دشوار می‌کند. بنابراین توجه به الگوی علائم اولیه مهم است.
مونونوریت مالتیپلکس گاهی با درد عمیق و تیر کشنده همراه است که در شب بدتر می‌شود و اغلب در ناحیه کمر، مفصل ران یا ساق پا احساس می‌شود. در افراد مبتلا به دیابت، مونونوریت مالتیپلکس معمولا به صورت درد حاد، یک‌طرفه و شدید ران بروز می‌کند و به دنبال آن ضعف عضلات جلوی ران و از دست دادن رفلکس زانو مشاهده می‌شود.
مطالعات الکترودیاگنوستیک پزشکی، نوروپاتی آکسونی حسی‌حرکتی چند-کانونی را نشان خواهد داد.
این بیماری توسط چندین اختلال پزشکی ایجاد می‌شود یا با آن‌ها مرتبط است:
- دیابت شیرین
- واسکولیت‌ها: پلی‌آرتریت ندوزا، [۱۸][۱۹] گرانولوماتوز همراه با پلی‌آنژیت [۱۹] و گرانولوماتوز ائوزینوفیلیک همراه با پلی‌آنژیت.[۱۹] این شرایط منجر به واسکولیتیک نوروپاتی می‌شوند.
- بیماری‌های با واسطه ایمنی، مانند آرتریت روماتوئید، [۲۰] لوپوس اریتماتوز سیستمیک (SLE)
- عفونت‌ها: جذام، بیماری لایم، پاروویروس B-۱۹؛ [۲۱] HIV؛ [۲۲]
- سارکوئیدوز[۲۳]
- کرایوگلوبولینمی[۲۴]
- واکنش به قرار گرفتن در معرض عوامل شیمیایی، از جمله [[تغییر وضعیت فهرست محتویات

تری‌کلرواتیلن|تری‌کلرواتیلن]] و داپسون
- به ندرت، پس از نیش برخی عروس‌های دریایی، مانند گزنه دریایی[نیازمند منبع پزشکی]

### نوروپاتی اتونومیک
نوروپاتی اتونومیک شکلی از پلی‌نوروپاتی است که سیستم عصبی غیرارادی و غیر حسی (یعنی سیستم عصبی اتونومیک) را تحت تاثیر قرار می‌دهد و بیشتر اندام‌های داخلی را مانند ماهیچه‌های مثانه، سیستم قلبی‌عروقی، دستگاه گوارش و اندام‌های تناسلی درگیر می‌کند. این اعصاب تحت کنترل آگاهانه فرد نیستند و به طور خودکار عمل می‌کنند. رشته‌های عصبی اتونومیک مجموعه‌های بزرگی را در قفسه سینه، شکم و لگن خارج از طناب نخاعی تشکیل می‌دهند. با این حال، آن‌ها ارتباطاتی با نخاع و در نهایت مغز دارند. اغلب موارد نوروپاتی اتونومیک در افراد مبتلا به دیابت نوع ۱ و ۲ طولانی مدت دیده می‌شود. در اکثر موارد – اما نه در همه –، نوروپاتی اتونومیک در کنار دیگر اشکال نوروپاتی، مانند نوروپاتی حسی رخ می‌دهد.
نوروپاتی اتونومیک یکی از علل اختلال در عملکرد سیستم عصبی اتونومی است، اما تنها علت نیست؛ برخی شرایط که بر مغز یا طناب نخاعی تأثیر می‌گذارند نیز ممکن است باعث اختلال عملکرد سیستم اتونومی شوند، مانند آتروفی سیستم چندگانه، و بنابراین ممکن است علائم مشابه با نوروپاتی اتونومیک ایجاد کنند.
علائم و نشانه‌های نوروپاتی اتونومیک شامل موارد زیر است:
- اختلالات مثانه: بی‌اختیاری مثانه یا احتباس ادرار
- دستگاه گوارش: دیسفاژی، درد شکمی، تهوع، استفراغ، سوء جذب، بی‌اختیاری مدفوع، گاستروپارزی، اسهال، یبوست.
- سیستم قلبی‌عروقی: اختلالات ضربان قلب (تاکی‌کاردی، برادی‌کاردی)، هیپوتانسیون ارتواستاتیک، افزایش ناکافی ضربان قلب هنگام فعالیت
- سیستم تنفسی: اختلال در سیگنال‌های مرتبط با تنظیم تنفس و تبادل گاز (آپنه مرکزی خواب، هیپوپنه، برادی‌پنه).[۲۵]
- پوست: تنظیم حرارت، خشکی از طریق اختلالات تعریق
- سایر زمینه‌ها: عدم آگاهی از هیپوگلیسمی، ناتوانی جنسی

### نوریت
نوریت یک اصطلاح عمومی برای التهاب یک عصب  نوریت یک اصطلاح عمومی برای التهاب یک عصب یا التهاب عمومی سیستم عصبی محیطی است. علائم به اعصاب درگیر بستگی دارند، اما ممکن است شامل درد، پارستزی (خواب‌رفتگی)، پارزی (ضعف)، هیپوستزی (بی‌حسی)، بیهوشی، فلج، لاغری و از بین رفتن رفلکس‌ها باشند.
علل نوریت عبارتند از:
- آسیب جسمی
- عفونت
  - دیفتری
  - هرپس زوستر (زونا)
  - جذام (Leprosy)
  - بیماری لایم (Lyme disease)
- آسیب‌های شیمیایی مانند شیمی‌درمانی
- پرتو درمانی

انواع نوریت عبارتند از:
- نوریت براکیال (brachial neuritis)
- نوریت کرانیال مانند فلج بل (Bell's palsy)
- نوریت بینایی
- نوریت وستیبولار
- نوروپاتی حسی موقتی وارتنبرگ (Wartenberg's migratory sensory neuropathy)
- بیماری‌های زمینه‌ای شامل:
  - اعتیاد به الکل
  - بیماری خودایمنی، به ویژه مالتیپل اسکلروزیس و سندرم گیلن‌باره (Guillain–Barré syndrome)
  - بری‌بری (Beriberi، کمبود ویتامین B-۱)
  - سرطان
  - بیماری سلیاک[۲۷]
  - حساسیت غیرسلیاکی به گلوتن[۸]
  - دیابت شیرین (نوروپاتی دیابتی)
  - کم‌کاری تیروئید
  - پورفیریا (Porphyria)
  - کمبود ویتامین B-۱۲[۲۸]
  - مسمومیت با ویتامین B-۶؛ [۲۹]

## علائم و نشانه‌ها
افراد مبتلا به بیماری یا اختلال در عملکرد اعصاب ممکن است با مشکلاتی در هر یک از عملکردهای عصبی طبیعی مواجه شوند. علائم بسته به نوع فیبر عصبی درگیر متفاوت است. از نظر عملکرد حسی، علائم معمولا شامل علائم از دست دادن عملکرد («منفی»)، از جمله بی‌حسی، لرزش، اختلال در تعادل و اختلال در راه رفتن است. علائم افزایش عملکرد (مثبت) شامل سوزن‌سوزن شدن، درد، خارش، احساس خزیدن زیر پوست و خواب‌رفتگی است. علائم حرکتی شامل علائم از دست دادن عملکرد («منفی») ضعف، خستگی، آتروفی عضلانی و اختلالات راه رفتن است؛ و علائم افزایش عملکرد («مثبت») عبارتند از گرفتگی، و پرش‌ عضلانی (فاسیکلاسیون).
در شایع‌ترین شکل، نوروپاتی محیطی وابسته به طول، درد و پارستزی به طور متقارن و معمولا در انتهای طولانی‌ترین اعصاب، که در ساق پا و پا هستند، ظاهر می‌شود. علائم حسی عموما پیش از علائم حرکتی مانند ضعف ایجاد می‌شوند. علائم نوروپاتی محیطی وابسته به طول، به آرامی از اندام تحتانی بالا می‌روند، در حالی که علائم ممکن است هرگز در اندام فوقانی ظاهر نشوند؛ اگر این اتفاق بیفتد، تقریباً در زمانی خواهد بود که علائم از ساق پا به زانو می‌رسد. هنگامی که اعصاب سیستم عصبی اتونومی تحت تأثیر قرار می‌گیرند، علائم ممکن است شامل یبوست، خشکی دهان، مشکل در ادرار کردن و سرگیجه هنگام ایستادن باشد.

### مقیاس CAP-PRI برای تشخیص
ک مقیاس کیفیت زندگی کاربرپسند و اختصاصی بیماری می‌تواند برای نظارت بر وضعیت زندگی افراد مبتلا به پلی‌نوروپاتی مزمن حسی-حرکتی استفاده شود. این مقیاس که شاخص نوروپاتی مزمن اکتسابی گزارش‌شده توسط بیمار (Chronic, Acquired Polyneuropathy - Patient-reported Index; CAP-PRI) نامیده می‌شود، فقط شامل ۱۵ مورد است و توسط فرد مبتلا به پلی‌نوروپاتی تکمیل می‌شود. نمره کل و نمرات هر مورد را می‌توان در طول زمان پیگیری کرد، نمره‌های هر مورد توسط بیمار و مراقب برای تخمین وضعیت بالینی برخی از حوزه‌های زندگی و علائم متداول تحت تأثیر نوروپاتی مورد استفاده قرار می‌گیرد.

## علل
علل به طور کلی به شرح زیر دسته بندی می‌شوند:
جراحی لیزیک (نوروپاتی قرنیه - ۲۰ تا ۵۵ درصد افراد).
- بیماری‌های ژنتیکی: آتاکسی فریدریش (Friedreich's ataxia)، بیماری فابری (Fabry disease)، [۳۶] بیماری شارکو-ماری-توث (Charcot-Marie-Tooth disease)، [۳۷] نوروپاتی ارثی مستعد فلج فشاری (hereditary neuropathy with liability to pressure palsy)
- AGEs ناشی از هیپرگلیسمی [۱۴][۳۸][۳۹]
- بیماری‌های متابولیک و غدد درون‌ریز: دیابت شیرین، [۳۶] نارسایی مزمن کلیه، پورفیریا، آمیلوئیدوز، نارسایی کبد، کم‌کاری تیروئید [۴۰]
- نوروپاتی محیطی ایدیوپاتیک به نوروپاتی بدون علت شناخته شده اشاره دارد.[۴۱]
- علل سمی: داروها (وین‌کریستین، مترونیدازول، فنی‌توئین، نیتروفورانتوئین، ایزونیازید، اتیل‌الکل، استاتین‌ها)، [نیازمند منبع پزشکی] علف کش‌های آلی TCDD دیوکسین، فلزات آلی، فلزات سنگین، دریافت بیش از حد ویتامین B-۶ (پیریدوکسین). نوروپاتی‌های محیطی نیز ممکن است از درمان طولانی‌مدت (بیش از ۲۱ روز) با لینزولید ایجاد شوند.[نیازمند منبع پزشکی]
- عوارض جانبی فلوروکینولون‌ها: نوروپاتی برگشت‌ناپذیر یک واکنش جانبی جدی داروهای فلوروکینولون است[۴۲]
- بیماری‌های التهابی: سندرم گیلن‌باره، [۳۶] لوپوس اریتماتوز سیستمیک، جذام، سندرم شوگرن، بابزیوز، بیماری لایم، [۳۶] واسکولیت، [۳۶] سارکوئیدوز. [۴۳] مالتیپل اسکلروزیس نیز ممکن است علت آن باشد. [۳۶][۴۴]
- کمبود ویتامین‌ها: ویتامین B-۱۲ (متیل کوبالامین)، [۳۶] ویتامین A، ویتامین E، ویتامین B-۱ (تیامین)
- ترومای فیزیکی: فشردگی، تصادف اتومبیل، آسیب ورزشی، نیشگون گرفتن ورزشی، بریدن، صدمات ناشی از پرتابه (به عنوان مثال، زخم گلوله)، سکته مغزی از جمله انسداد طولانی‌مدت جریان خون، تخلیه الکتریکی، از جمله برخورد صاعقه[نیازمند منبع پزشکی]
- تأثیر شیمی‌درمانی - نوروپاتی محیطی ناشی از شیمی‌درمانی را ببینید[۳۶]
- قرار گرفتن در معرض عامل نارنجی (Agent Orange)[۴۵]
- دیگر موارد: سندرم کارپال تانل، شوک الکتریکی، HIV؛ [۳۶][۴۶] بدخیمی‌ها، تشعشع، زونا، MGUS (گاموپاتی مونوکلونال با اهمیت نامشخص).[۴۷]

## تشخیص
نوروپاتی محیطی ممکن است ابتدا زمانی مورد توجه قرار گیرد که فردی علائم بی‌حسی، گزگز و درد در پاها را گزارش کند. پس از رد ضایعه در سیستم عصبی مرکزی به عنوان علت، تشخیص ممکن است بر اساس علائم، تست‌های آزمایشگاهی و تکمیلی، شرح‌حال بالینی و معاینه دقیق انجام شود.
در طول معاینه فیزیکی، به‌ویژه معاینه عصبی، افراد مبتلا به نوروپاتی‌های محیطی عمومی معمولا دچار کاهش حسی یا حرکتی و حسی دیستال می‌شوند، اگرچه افرادی که دارای آسیب‌شناسی (مشکل) اعصاب هستند ممکن است کاملاً طبیعی باشند؛ ممکن است ضعف پروگزیمال را نشان دهند، مانند برخی از نوروپاتی‌های التهابی، مانند سندرم گیلن‌باره؛ یا ممکن است اختلال یا ضعف حسی‌کانونی داشته باشند، مانند مونو‌نوروپاتی‌ها. به طور کلاسیک، رفلکس مچ پا در نوروپاتی محیطی وجود ندارد.
معاینه فیزیکی شامل آزمایش رفلکس عمقی مچ پا و همچنین معاینه پاها از نظر وجود هرگونه زخم است. برای نوروپاتی فیبر بزرگ، معاینه معمولا کاهش غیرطبیعی احساس لرزش را نشان می‌دهد، که با یک چنگال کوک ۱۲۸ هرتز آزمایش می‌شود، و کاهش حس لامسه هنگام لمس سبک را با یک تک‌رشته نایلونی نشان می‌دهد.
تست‌های تشخیصی شامل الکترومیوگرافی (EMG) و مطالعات هدایت عصبی (NCSs) هستند که فیبرهای عصبی میلین‌دار بزرگ را ارزیابی می‌کنند. تست برای نوروپاتی‌های محیطی فیبر کوچک اغلب به عملکرد سیستم عصبی اتونومی فیبرهای کوچک نازک و بدون میلین مربوط می‌شود. این تست‌ها شامل تست تعریق و تست میز شیب‌دار است. تشخیص درگیری فیبر کوچک در نوروپاتی محیطی همچنین ممکن است شامل بیوپسی پوست باشد که در آن یک بخش به ضخامت 3 میلی‌متر از پوست توسط بیوپسی پانچ از ساق پا برداشته می‌شود و برای اندازه‌گیری تراکم فیبر عصبی داخل اپیدرم پوست ( intraepidermal nerve fiber density; IENFD)، تراکم اعصاب در لایه بیرونی پوست، استفاده می‌شود. کاهش تراکم اعصاب کوچک در اپیدرم از تشخیص نوروپاتی محیطی فیبر کوچک پشتیبانی می‌کند.
در تست EMG، نوروپاتی دمیلینه‌ کننده به طور مشخص کاهشی را در سرعت هدایت و طولانی شدن تاخیر‌های دیستال و موج F نشان می‌دهد، در حالی که نوروپاتی آکسونی حاکی از کاهش دامنه است.
تست‌های آزمایشگاهی شامل آزمایش‌ها خون برای سطوح ویتامین B-۱۲، شمارش کامل خون، اندازه‌گیری سطح هورمون محرک تیروئید، غربالگری پانل متابولیک جامع برای دیابت و پیش‌دیابت، و تست ایمونوفیکساسیون سرم است که آنتی‌بادی‌های موجود در خون را آزمایش می‌کند.

## درمان
درمان نوروپاتی محیطی بر اساس علت بیماری متفاوت است و درمان بیماری زمینه‌ای می‌تواند به مدیریت نوروپاتی کمک کند. هنگامی که نوروپاتی محیطی ناشی از دیابت یا پیش‌دیابت باشد، مدیریت قند خون کلید درمان است. به ویژه در پیش‌دیابت، کنترل دقیق قند خون می‌تواند به طور قابل توجهی روند نوروپاتی را تغییر دهد. در نوروپاتی محیطی ناشی از بیماری‌های با واسطه ایمنی، بیماری زمینه‌ای با تزریق ایمونوگلوبولین داخل وریدی یا استروئیدها درمان می‌شود. هنگامی که نوروپاتی محیطی ناشی از کمبود ویتامین یا دیگر اختلالات باشد، آن‌ها نیز درمان می‌شوند.

### داروها
طیف وسیعی از داروهایی که بر سیستم عصبی مرکزی اثر می‌گذارند برای درمان علامتی درد نوروپاتیک استفاده شده‌اند. داروهای رایج مورد استفاده شامل داروهای ضدافسردگی سه‌‌حلقه‌ای (مانند نورتریپتیلین،  آمی‌تریپتیلین. ایمی‌پرامین, و دسیپرامین,) داروهای مهارکننده بازجذب سروتونین-نوراپی‌نفرین (SNRI) (دولوکسستین،  ونلافاکسین, و میلناسیپران ) و داروهای ضد صرع (گاباپنتین, پرگابالین, اوکسکاربازپین  زونیسامید  لوتیراستام, لاموتریژین, توپیرامات, کلونازپام, فنیتوئین, لاکوزامید, والپروات سدیم  و کاربامازپین). اوپیوئید و مواد اوپیوئیدی (مانند بوپرنورفین،  مورفین, متادون, فنتانیل, هیدرومورفون, ترامادول  و اکسی‌کدون ) نیز اغلب برای درمان درد نوروپاتیک استفاده می‌شوند.
همانطور که در بسیاری از مرورهای سیستماتیک کاکرین ذکر شده در زیر، نشان داده می‌شود، مطالعات این داروها برای درمان درد نوروپاتیک اغلب از نظر روش‌شناسی ناقص هستند و شواهد به طور بالقوه مشمول سوگیری (bias) عمده هستند. به طور کلی، شواهد از استفاده داروهای ضد‌صرع و ضدافسردگی برای درمان درد نوروپاتیک حمایت نمی‌کند. انجام کارآزمایی‌های بالینی با طراحی بهتر و مرور بیشتر توسط طرف‌های ثالث بی‌طرف برای سنجش میزان مفید بودن این داروها برای بیماران ضروری است. بازبینی این مرورهای سیستماتیک نیز برای ارزیابی نارسایی‌های آنها ضروری است.
همچنین اغلب این اتفاق می‌افتد که داروهای فوق برای شرایط درد نوروپاتیک تجویز می‌شوند که به طور صریح روی آن‌ها آزمایش نشده‌ یا تحقیقات کنترل‌شده در مورد آن‌ها به شدت کم است؛ یا حتی شواهد نشان می‌دهند که این داروها مؤثر نیستند. به عنوان مثال NHS صریحا بیان می‌کند که آمی‌تریپتیلین و گاباپنتین می‌توانند برای درمان درد سیاتیک استفاده شوند. این گزاره برخلاف فقدان شواهدی با کیفیت بالا درباره کارآمدی این داروها برای آن علامت است،  و همچنین برخلاف تاکید شواهد با کیفیت متوسط تا بالا که نشان می‌دهند داروهای ضد صرع به‌طور خاص، از جمله گاباپنتین، هیچ کارآمدی را در درمان درد سیاتیک نشان نمی‌دهند.

#### داروهای ضدافسردگی
به طور کلی، طبق مرورهای سیستماتیک کاکرین، داروهای ضدافسردگی یا برای درمان درد نوروپاتیک بی‌اثر هستند یا شواهد موجود غیرقطعی. شواهد نیز تمایل دارند تحت تأثیر سوگیری یا مسائل مربوط به روش‌شناسی قرار گیرند.
کاکرین به طور سیستماتیک شواهد مربوط به داروهای ضدافسردگی نورتریپتیلین، دسیپرامین، ونلافاکسین و میلناسیپران را بررسی کرد و در همه این موارد شواهد کمی را برای حمایت از استفاده از آنها برای درمان درد نوروپاتیک یافت. همه بررسی‌ها بین سال‌های ۲۰۱۴ تا ۲۰۱۵ انجام شدند. 
یک مرور سیستماتیک کاکرین در سال ۲۰۱۵ در مورد آمی‌تریپتیلین نشان داد که هیچ شواهدی مبنی بر استفاده از آمی‌تریپتیلین وجود ندارد که دارای سوگیری ذاتی نباشد. نویسندگان بر این باورند که آمی‌تریپتیلین ممکن است در برخی بیماران تاثیر داشته باشد، اما این تاثیر بیش از حد برآورد شده است. یک مرور سیستماتیک کاکرین در سال ۲۰۱۴ در مورد ایمی‌‏پرامین اشاره می‌کند که شواهدی که نشان‌دهنده مزیت آن هستند «از لحاظ روش‌شناسی ناقص بوده و به طور بالقوه تحت تأثیر سوگیری عمده هستند.»
یک مرور سیستماتیک کاکرین در سال ۲۰۱۷ مزیت داروهای ضدافسردگی را برای انواع مختلفی از دردهای مزمن غیر‌سرطانی (از جمله درد نوروپاتیک) در کودکان و نوجوانان ارزیابی کرد و نویسندگان شواهد را غیرقطعی یافتند.

#### داروهای ضد‌صرع
یک مرور سیستماتیک کاکرین در سال ۲۰۱۷ نشان داد که دوزهای روزانه بین ۱۸۰۰-۳۶۰۰ میلی‌گرم گاباپنتین می‌تواند تسکین درد خوبی را فقط برای دردهای مرتبط با نوروپاتی دیابتی فراهم کند. این تسکین تقریباً برای ۳۰-۴۰ درصد از بیماران تحت درمان اتفاق افتاد، در حالی که دارونما (placebo) پاسخ ۱۰-۲۰ درصد داشت. سه نفر از هفت نویسنده مرور دارای تضاد منافع اعلام شده بودند. در یک مرور کاکرین در سال ۲۰۱۹ در مورد پرگابالین، نویسندگان نتیجه گرفتند که شواهدی از کارآمدی در درمان درد ناشی از نورالژی پس از هرپس، نوروپاتی دیابتی و درد نوروپاتیک پس از آسیب وجود دارد. آنها همچنین هشدار دادند که در درمان بسیاری از بیماران تحت درمان هیچ مزیتی نخواهد داشت. دو نفر از پنج نویسنده، دریافت پرداخت از شرکت‌های داروسازی را اعلام کردند.
یک مرور سیستماتیک کاکرین در سال ۲۰۱۷ نشان داد که شواهد کمی برای حمایت از استفاده از اکسکاربازپین برای درمان نوروپاتی دیابتی، درد رادیکولار و سایر نوروپاتی‌ها دارد. نویسندگان همچنین خواستار انجام مطالعات بهتر هستند. در یک مرور سیستماتیک کاکرین در سال ۲۰۱۵، نویسندگان به کمبود شواهد مبنی بر اثربخشی زونیسامید برای درمان درد ناشی از نوروپاتی محیطی پی بردند. مرور کاکرین در سال ۲۰۱۴ نشان داد که مطالعات لوتیراستام هیچ نشانه‌ای را مبنی بر اثربخشی آن در درمان درد ناشی از هر نوع نوروپاتی نشان نداد. نویسندگان همچنین دریافتند که شواهد احتمالا سوگیرانه بودند و برخی از بیماران دچار عوارض جانبی شدند.
یک مرور سیستماتیک کاکرین در سال ۲۰۱۳ به این نتیجه رسید که شواهدی با کیفیت بالای وجود دارد که لاموتریژین برای درمان درد نوروپاتیک، حتی در دوزهای بالای ۲۰۰ تا ۴۰۰ میلی‌گرم، مؤثر نیست. مرور سیستماتیک کاکرین در سال ۲۰۱۳ در مورد توپیرامات دریافت که داده‌های گنجانده شده احتمال زیادی برای سوگیری عمده دارند؛ با وجود این، هیچ اثربخشی برای این دارو در درمان درد ناشی از نوروپاتی دیابتی یافت نشد. این دارو برای هیچ نوع نوروپاتی دیگری آزمایش نشد. مرورهای کاکرین از سال ۲۰۱۲ در مورد کلونازپام و فنی‌توئین هیچ شواهدی را با کیفیت کافی برای حمایت از استفاده از آن‌ها در دردهای مزمن نوروپاتیک پیدا نکردند. 
یک مرور سیستماتیک کاکرین در سال ۲۰۱۲ دریافت که بسیار محتمل است که لاکوسامید برای درمان درد نوروپاتیک بی‌اثر باشد. نویسندگان نسبت به تفسیرهای مثبت از شواهد هشدار می‌دهند.  برای والپروات سدیم، نویسندگان یک مرور کاکرین در سال ۲۰۱۱ دریافتند که «بیش از این نشان نمی‌دهند که والپروات سدیم ممکن است درد در نوروپاتی دیابتی را کاهش دهد». آنها در مورد احتمال بیش‌برآورد اثر به دلیل مشکلات ذاتی داده‌ها صحبت می‌کنند و نتیجه می‌گیرند که شواهد استفاده از آن را تایید نمی‌کند. در یک مرور سیستماتیک در سال ۲۰۱۴ در مورد کاربامازپین، نویسندگان معتقدند که این دارو برای برخی افراد دارای مزیت است. هیچ کارآزمایی‌ بالاتر از سطح شواهد III در نظر گرفته نشد؛ هیچ کدام طولانی‌تر از ۴ هفته نبودند یا کیفیت گزارش‌دهی خوبی نداشتند.
یک مرور سیستماتیک کاکرین در سال ۲۰۱۷ با هدف ارزیابی مزیت داروهای ضد‌صرع برای انواع مختلفی از دردهای مزمن غیر‌سرطانی (از جمله درد نوروپاتیک) در کودکان و نوجوانان، شواهد را غیرقطعی یافت. دو نفر از ده نویسنده این مطالعه، دریافت پرداختی از شرکت‌های داروسازی را اعلام کردند.

#### اوپیوئیدها
یک مرور کاکرین از بوپرنورفین، فنتانیل، هیدرومورفون و مورفین، که همگی بین سال‌های ۲۰۱۵ تا ۲۰۱۷ انجام شده و برای درمان درد نوروپاتیک بودند، نشان داد که شواهد کافی برای اظهارنظر در مورد کارآمدی آنها وجود ندارد. تضاد منافع توسط نویسندگان در این مرور اعلام شد.  یک مرور کاکرین در سال ۲۰۱۷ در مورد متادون شواهدی را با کیفیت بسیار پایین، سه مطالعه با کیفیت محدود، از کارآمدی و بی‌خطری آن یافت. آن‌ها نتوانستند هیچ نتیجه‌گیری در مورد کارآمدی و بی‌خطری نسبی آن در مقایسه با دارونما ارائه دهند.
در مورد ترامادول، کاکرین دریافت که اطلاعات کمی در مورد مزایای استفاده از آن برای درد نوروپاتیک وجود دارد. مطالعات کوچک بودند، دارای خطرات بالقوه سوگیری بودند و مزایای ظاهری با خطر سوگیری افزایش یافت. به طور کلی شواهد از کیفیت پایین یا بسیار پایینی برخوردار بودند و نویسندگان بیان می‌کنند که این شواهد «نشانه قابل اعتمادی را از تاثیر احتمالی آن ارائه نمی‌کند». برای اکسی‌کدون، نویسندگان شواهدی را با کیفیت بسیار پایین پیدا کردند که نشان دهنده سودمندی آن در درمان نوروپاتی دیابتی و نورالژی پس از هرپس است. دو نفر از پنج نویسنده، دریافت پرداخت از شرکت‌های داروسازی را اعلام کردند.
به طور کلی، یک مرور بزرگ در سال ۲۰۱۳ نشان داد که اوپیوئیدها برای استفاده در میان‌مدت مؤثرتر از استفاده کوتاه‌مدت هستند، اما به دلیل داده‌های ناکافی، نتوانستند اثربخشی را برای استفاده مزمن به درستی ارزیابی کنند. با این حال، بیشتر دستورالعمل‌های بالینی اخیر در مورد دارودرمانی درد نوروپاتیک با نتایج این مرور همخوانی دارند و استفاده از اوپیوئیدها را توصیه می‌کنند. یک مرور کاکرین در سال ۲۰۱۷ که عمدتا درمان با پروپوکسیفن را به عنوان درمانی برای بسیاری از سندرم‌های درد غیرسرطانی (از جمله درد نوروپاتیک) مورد بررسی قرار می‌داد، به این نتیجه رسید: «هیچ شواهدی از کارآزمایی‌های تصادفی‌سازی و کنترل‌شده برای حمایت یا رد استفاده از اوپیوئیدها برای درمان درد مزمن غیرسرطانی در کودکان و نوجوانان وجود ندارد».

#### سایر داروها
یک مرور کاکرین در سال ۲۰۱۶ در مورد پاراستامول برای درمان درد نوروپاتیک به این نتیجه رسید که مزیت این دارو به تنهایی یا در ترکیب با کدئین یا دی‌هیدروکدئین نامشخص است.
مطالعات اندکی بررسی کرده‌اند که آیا داروهای ضد‌التهابی غیراستروئیدی در درمان نوروپاتی محیطی مؤثر هستند یا خیر.
شواهدی وجود دارد مبنی بر اینکه ممکن است با استفاده از کپسایسین موضعی، تسکین علامتی از درد نوروپاتی محیطی حاصل شود. کپسایسین عامل ایجاد گرما در فلفل چیلی است. با این حال شواهدی که نشان می‌دهند مالیدن کپسایسین روی پوست درد را برای نوروپاتی محیطی کاهش می‌دهد، دارای کیفیت متوسط تا پایین هستند و باید قبل از استفاده از این گزینه درمانی با دقت تفسیر شوند.
شواهد از استفاده از کانابینوئیدها برای برخی از اشکال درد نوروپاتیک حمایت می‌کنند. یک مرور کاکرین در سال ۲۰۱۸ در مورد داروهای بر پایه کانابیس برای درمان درد نوروپاتیک مزمن، شامل ۱۶ مطالعه بود. همه این مطالعات شامل THC به عنوان یک جزء دارویی گروه آزمایش بود. نویسندگان کیفیت شواهد را بسیار پایین تا متوسط ارزیابی کردند. پیامد اولیه به این صورت نقل شد که «داروهای بر پایه کانابیس ممکن است تعداد افرادی را که به کاهش درد ۵۰ درصد یا بیشتر دست می‌یابند در مقایسه با دارونما افزایش دهند» اما «شواهد برای بهبودی در برداشت کلی بیمار از تغییر (PGIC) با کانابیس دارای کیفیت بسیار پایینی است». نویسندگان همچنین نتیجه می‌گیرند «مزایای بالقوه داروهای بر پایه کانابیس... ممکن است در مقایسه با مضرات احتمالی آن‌ها کم‌اهمیت باشد.»
یک مرور کاکرین در سال ۲۰۱۴ دریافت که استفاده از لیدوکائین موضعی برای درمان انواع مختلف نوروپاتی محیطی توسط چندین مطالعه با کیفیت پایین حمایت می‌شود. نویسندگان بیان می‌کنند که هیچ کارآزمایی‌ تصادفی‌سازی و کنترل‌شده و با کیفیت بالا وجود ندارد که وضعیت کارآمدی یا بی‌خطری آن را نشان دهد.
یک مرور کاکرین در سال ۲۰۱۵ (به‌روز شده در سال ۲۰۲۲) در مورد کلونیدین موضعی برای درمان نوروپاتی دیابتی شامل دو مطالعه ۸ و ۱۲ هفته‌ای بود؛ که هر دو کلونیدین موضعی را با دارونما مقایسه کردند و هر دو توسط یک شرکت تولیدکننده دارو تامین مالی شدند. این مرور دریافت که کلونیدین موضعی ممکن است برخی مزایا نسبت به دارونما داشته باشد. با این حال، نویسندگان بیان می‌کنند که کارآزمایی‌های واردشده به طور بالقوه در معرض سوگیری قابل توجهی هستند و شواهد از کیفیت پایین تا متوسط برخوردار هستند.
مرور کاکرین در سال ۲۰۰۷ در مورد مهارکننده‌های آلدوز ردوکتاز برای درمان درد ناشی از پلی‌نوروپاتی دیابتی نشان داد که این دارو بهتر از دارونما نیست.

### دستگاه‌های پزشکی
درمان تحریک الکتریکی عصب از راه پوست (TENS) اغلب برای درمان انواع مختلف نوروپاتی استفاده می‌شود. یک مرور‌ در سال ۲۰۱۰ بر سه کارآزمایی، به طور خاص برای درمان نوروپاتی دیابتی، شامل مجموعاً ۷۸ بیمار، بهبودی در نمره‌های درد بعد از ۴ و ۶ هفته، اما نه ۱۲ هفته درمان و بهبودی کلی را در علائم نوروپاتی در ۱۲ هفته نشان داد.  مرور دیگری در سال ۲۰۱۰ از چهار کارآزمایی‌، برای درمان نوروپاتی دیابتی، بهبود قابل توجهی را در درد و علائم کلی نشان داد، به طوری که ۳۸ درصد از بیماران در یک کارآزمایی بدون علامت شدند. این درمان حتی پس از استفاده طولانی‌مدت نیز مؤثر باقی می‌ماند، اما علائم در عرض یک ماه پس از قطع درمان به حالت اولیه باز می‌گردند.
این مرورهای قدیمی‌تر را می‌توان با مرور جدیدتری در سال ۲۰۱۷ توسط کاکرین در مورد TENS برای درد نوروپاتیک، متعادل کرد که نتیجه گرفت: «این مرور نمی‌تواند تاثیر TENS را در مقایسه با TENS ساختگی برای تسکین درد به دلیل کیفیت بسیار پایین شواهد گنجانده شده، بیان کند ... شواهد با کیفیت بسیار پائین بدین معنی است که ما اطمینان بسیار کمی به برآورد اثرگذاری گزارش شده، داریم.» شواهد با کیفیت بسیار پائین به معنای «منابع متعدد سوگیری بالقوه» با «تعداد و اندازه کوچک مطالعات» است.

### جراحی
نوروپاتی محیطی ناشی از تحت فشار قرار گرفتن عصب، با رفع فشار قابل درمان است. زمانی که فشار یا کشش موضعی روی عصب وارد می‌آید، تامین خون عروق مختل شده و آبشاری از تغییرات فیزیولوژیکی ایجاد شده و آسیب عصب رخ می‌دهد. در جراحی رفع فشار عصب، جراح محل گیر افتادن را بررسی می‌کند و بافت اطراف عصب را برای کاهش فشار برمی‌دارد. مکان‌های رایج گیر افتادن عصب عبارتند از فضاهای باریک آناتومیک مانند تونل‌های استئوفیبری (مانند تونل کارپال در سندرم تونل کارپال). در بسیاری از موارد، پتانسیل بهبودی عصب (کامل یا جزئی) پس از رفع فشار بسیار عالی است، زیرا فشردگی مزمن عصب با درجه پایین آسیب عصبی (طبقه‌بندی ساندرلند  Iتا III) همراه است و نه آسیب عصبی درجه بالا (طبقه‌بندی ساندرلند IV تا V).  رفع فشار عصبی برای بیمارانی که به درستی انتخاب شوند، با کاهش قابل توجه درد همراه است، و در برخی موارد درد به‌طور کامل از بین می‌رود
دو مرور، جراحی برداشتن فشار عصب را در افراد مبتلا به نوروپاتی محیطی دیابتی به‌عنوان روشی مؤثر برای تسکین درد مطرح کرده و از ادعاها برای محافظت در برابر زخم پا حمایت می‌کنند. شواهد کمتری برای کارآمدی جراحی در نوروپاتی محیطی غیر دیابتی برای ساق پا و پاها وجود دارد. یک مطالعه کنترل نشده، مقایسه‌های قبل و بعد را با حداقل یک سال پیگیری انجام داد و بهبودی در تسکین درد، اختلال تعادل و بی‌حسی را گزارش کرد. هیچ تفاوتی در پیامدها میان بیماران مبتلا به نوروپاتی دیابتی در مقایسه با نوروپاتی ایدیوپاتیک در پاسخ به برداشتن فشار عصب وجود نداشت.  هیچ کارآزمایی کنترل‌شده با دارونما برای نوروپاتی محیطی ایدیوپاتیک در مقالات علمی منتشر نشده است.

### رژیم غذایی
طبق نتایج یک مرور، زمانی که نوروپاتی ناشی از حساسیت به گلوتن باشد، با یا بدون وجود علائم گوارشی یا آسیب روده، رژیم غذایی سخت بدون گلوتن یک درمان مؤثر است.

### مشاوره
یک مرور در سال ۲۰۱۵ در مورد درمان درد نوروپاتیک با درمان روانشناختی به این نتیجه رسید که «شواهد کافی در مورد کارآمدی و بی‌خطری مداخلات روانشناختی برای درد نوروپاتیک مزمن وجود ندارد». دو مطالعه موجود هیچ مزیتی را از درمان نسبت به گروه‌های کنترل لیست انتظار یا دارونما نشان نمی‌دهند. 

### طب جایگزین
یک مرور کاکرین در سال ۲۰۱۹ در مورد درمان افراد مبتلا به درد نوروپاتیک با محصولات دارویی گیاهی به مدت حداقل سه ماه، به این نتیجه رسید که «برای تعیین اینکه جوز هندی یا گل راعی (St John's wort) کارآمدی معناداری در شرایط درد نوروپاتیک دارند، شواهد کافی وجود ندارد. کیفیت شواهد فعلی عدم قطعیت‌های جدی را در مورد برآورد تاثیر مشاهده شده ایجاد می‌کند، بنابراین، ما اعتماد بسیار کمی به برآورد اثرگذاری داریم؛ تاثیر واقعی احتمالا بسیار متفاوت از برآورد اثر است». 
یک مرور کاکرین در سال ۲۰۱۷ در مورد استفاده از طب سوزنی به عنوان درمانی برای درد نوروپاتیک نتیجه می‌گیرد: «با توجه به داده‎‌های محدود موجود، شواهد کافی برای حمایت یا رد استفاده از طب سوزنی برای درد نوروپاتیک به طور کلی، یا برای هر شرایط خاص درد نوروپاتیک در مقایسه با طب سوزنی ساختگی یا سایر درمان‌های فعال وجود ندارد.» همچنین، «اکثر مطالعات شامل حجم نمونه کوچکی بودند (کمتر از ۵۰ شرکت‌کننده در هر بازوی درمانی) و همه مطالعات در معرض خطر سوگیری بالا برای کورسازی شرکت‌کنندگان و پرسنل قرار داشتند.» همچنین، نویسندگان بیان می‌کنند، «ما هیچ مطالعه‌ای را شناسایی نکردیم که طب سوزنی را با درمان معمول مقایسه کند.»
اسید آلفا لیپوئیک (Alpha lipoic acid; ALA) همراه با بنفوتیامین یک درمان پاتوژنیک پیشنهادی فقط برای نوروپاتی دیابتی دردناک است. نتایج دو مرور سیستماتیک بیان می‌کنند که ALA خوراکی هیچ مزیت بالینی قابل‌توجهی ندارد، ALA داخل وریدی که در طول سه هفته تجویز می‌شود ممکن است علائم را بهبود بخشد و درمان طولانی‌مدت مورد بررسی قرار نگرفته است.

## پژوهش
یک مرور متون علمی در سال ۲۰۰۸ نتیجه‌گیری کرد که «بر اساس اصول پزشکی مبتنی بر شواهد و ارزیابی‌های روش‌شناسی، فقط یک ارتباط «امکان‌پذیر» میان بیماری سلیاک و نوروپاتی محیطی، به دلیل سطح پایین شواهد و شواهد متناقض، وجود دارد. هنوز شواهد قانع کننده‌ای برای علیت وجود ندارد.»
یک مرور در سال ۲۰۱۹ به این نتیجه رسید که «نوروپاتی گلوتن یک بیماری به آرامی پیشرونده است. حدود ۲۵ درصد از بیماران شواهدی از انتروپاتی در بیوپسی (بیماری سلیاک) خواهند داشت، اما وجود یا عدم وجود انتروپاتی بر تاثیر مثبت رژیم غذایی سخت بدون گلوتن اثر نمی‌گذارد».
درمان با سلول‌های بنیادی نیز به عنوان روشی امکان‌پذیر برای ترمیم آسیب اعصاب محیطی مورد توجه قرار ‌گرفته است، با این حال هنوز کارآمدی آن اثبات نشده است. 